# Bibio defectus
Bibio defectus är en tvåvingeart som beskrevs av Enrico Adelelmo Brunetti 1911. Bibio defectus ingår i släktet Bibio och familjen hårmyggor. Inga underarter finns listade i Catalogue of Life.